# Dante Sealy
Dante Isiah Sealy (New York, 17 april 2003) is een Amerikaans voetballer die doorgaans speelt als vleugelspeler. In februari 2025 verruilde hij FC Dallas voor CF Montréal. Hij is de zoon van oud-voetballer Scott Sealy.

## Clubcarrière
Sealy speelde vanaf 2012 in de jeugdopleiding van FC Dallas. Bij deze club speelde hij in 2019 eerste bij het tweede elftal in de USL League One. Zijn debuut in het eerste elftal maakte de vleugelaanvaller op 10 september 2020, op bezoek bij Minnesota United. Die club kwam op voorsprong door doelpunten van Mason Toye en Kevin Molino, waarna Ricardo Pepi iets terugdeed namens Dallas. Molino maakte uit een strafschop zijn tweede doelpunt, waarna Santiago Mosquera de stand besliste op 3–2. Sealy moest van coach Luchi Gonzalez als reservespeler aan het duel beginnen en hij mocht vier minuten voor het einde van de wedstrijd invallen voor Ryan Hollingshead. Sealy maakte op 2 mei 2021 zijn eerste doelpunt als profvoetballer. In het eigen Toyota Stadium begon hij als wisselspeler aan de wedstrijd tegen Portland Timbers. Vanaf de reservebank zag hij teamgenoten Andrés Ricaurte, Jáder Obrian en Bressan scoren en Eryk Williamson een tegendoelpunt maken. Sealy, die zeven minuten voor tijd mocht invallen van Gonzalez besliste op aangeven van Franco Jara de stand op 4–1.
In de zomer van 2021 werd Sealy op huurbasis overgenomen door PSV, waar hij in het belofteteam te spelen kwam. De verhuurperiode was voor twee seizoenen, met een optie op koop. Aan het einde van het seizoen 2022/23, na twee jaar bij Jong PSV, werd de optie tot koop niet gelicht en keerde Sealy terug naar FC Dallas. Eind 2024 verliep zijn verbintenis bij die club, waarop hij vertrok. Hij tekende voor twee seizoenen bij CF Montréal, met een optie op een jaar extra.

## Clubstatistieken
| Seizoen | Club        | Competitie          | Competitie | Competitie | Beker | Beker | Internationaal | Internationaal | Totaal | Totaal |
| Seizoen | Club        | Competitie          | Wed.       | Dlp.       | Wed.  | Dlp.  | Wed.           | Dlp.           | Wed.   | Dlp.   |
| ------- | ----------- | ------------------- | ---------- | ---------- | ----- | ----- | -------------- | -------------- | ------ | ------ |
| 2020    | FC Dallas   | Major League Soccer | 5          | 0          | 0     | 0     | —              | —              | 1      | 0      |
| 2021    | FC Dallas   | Major League Soccer | 6          | 1          | 0     | 0     | —              | —              | 6      | 1      |
| 2021/22 | → Jong PSV  | Eerste divisie      | 27         | 5          | —     | —     | —              | —              | 27     | 5      |
| 2022/23 | → Jong PSV  | Eerste divisie      | 27         | 1          | —     | —     | —              | —              | 27     | 1      |
| 2023    | FC Dallas   | Major League Soccer | 13         | 0          | 0     | 0     | —              | —              | 13     | 0      |
| 2024    | FC Dallas   | Major League Soccer | 17         | 1          | 1     | 0     | —              | —              | 18     | 1      |
| 2025    | CF Montréal | Major League Soccer | 0          | 0          | 0     | 0     | —              | —              | 0      | 0      |
| Totaal  | Totaal      | Totaal              | 95         | 8          | 1     | 0     | 0              | 0              | 96     | 8      |

Bijgewerkt op 12 februari 2025.